# Sarotti

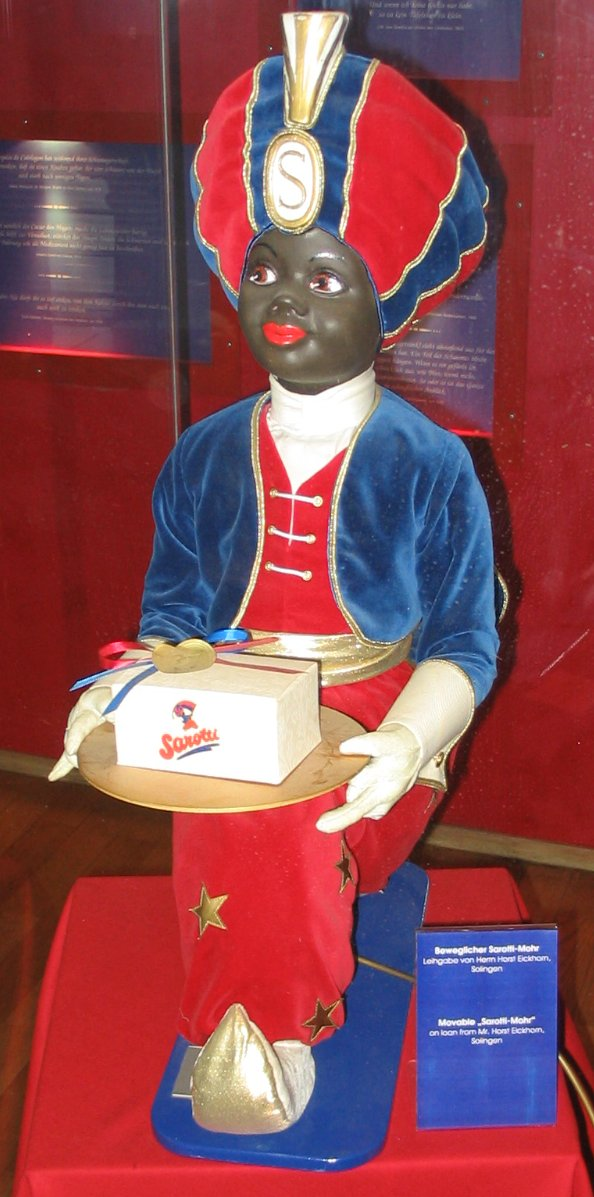
El Sarotti-Mohr de 1918, en el museo de la empresa

Sarotti es una marca de chocolate alemana propiedad de Stollwerck GmbH desde 1998. Stollwerck fue adquirida por Barry Callebaut GmbH en 2002 y vendida al grupo belga Baronie en 2011.

## Historia
Berlín

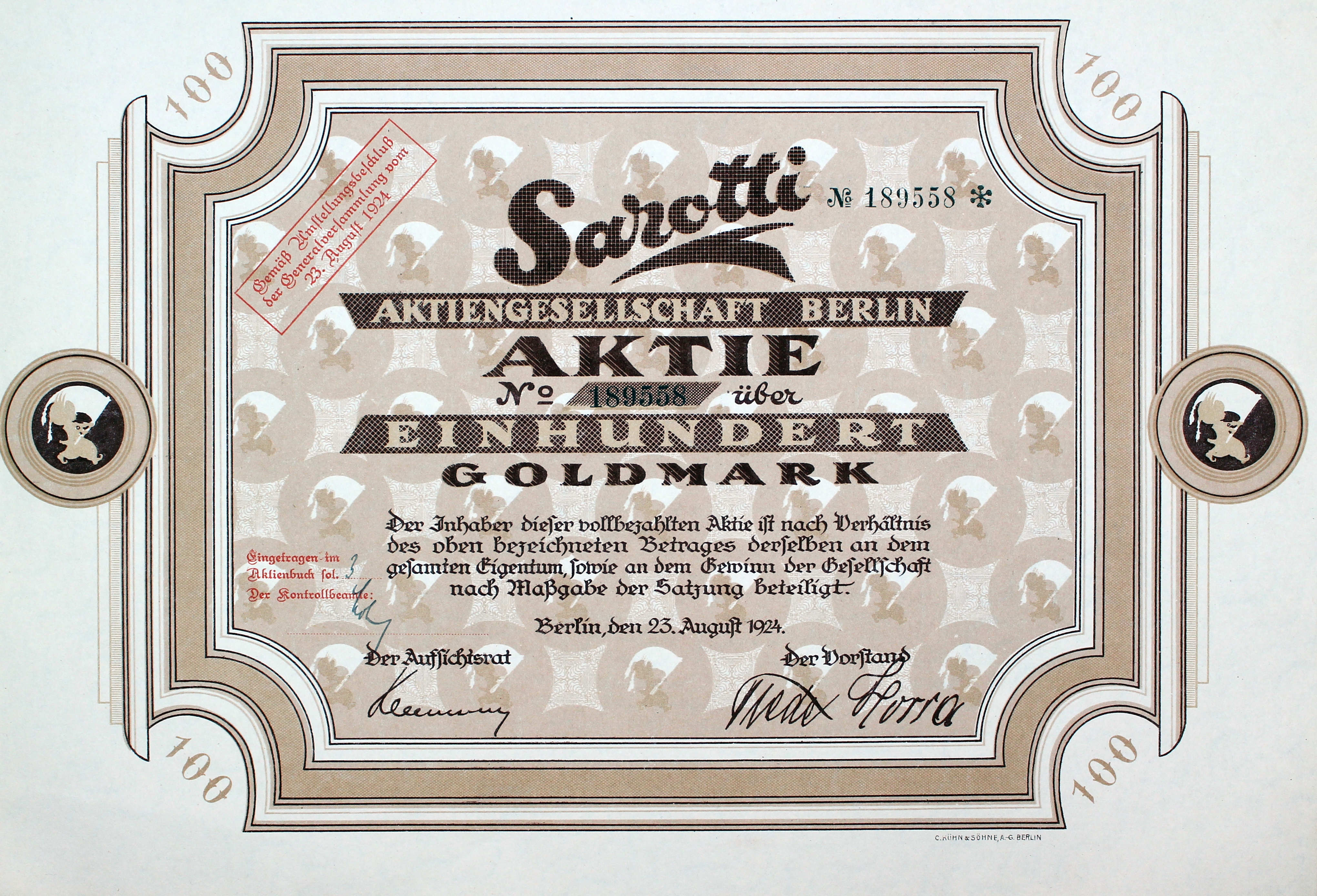
Acción de Sarotti AG, emitida el 23 de agosto de 1924

En 1868 Hugo Hoffmann abrió una empresa para producir dulces. La ubicación de esta tienda estaba en Mohrenstraße 10 en Berlín. La producción industrial de chocolate tuvo lugar en Mehringdamm No. 57 (entonces Belle-Alliance-Str.81) desde 1881, ampliada por Mehringdamm No. 55 en 1903 (luego Belle-Alliance-Str.82) y Mehringdamm No. 53 en 1906 ( luego Belle-Alliance-Str. 83). En 1913, la fábrica se trasladó a un nuevo edificio en Teilestraße 13-15 en Tempelhof, ahora parte de Berlín. 
Hattersheim
Otra producción industrial de chocolate de Sarotti tuvo lugar en Hattersheim en Hesse. Con el cambio de la participación mayoritaria, la fábrica se fusionó con Nestlé. La fábrica de Hattersheim era en la década de 1960 una de las empresas más grandes del distrito de Hattersheim y Main-Taunus con una cantidad de personal de hasta 2000 trabajadores. La fábrica se cerró en 1994 y actualmente está designada como sitio histórico en Hesse.
El Sarotti-Moor (Mohr)
El Sarotti-Moor (Mohr) fue creado en 1918 para el 50 aniversario de la empresa. En 1929 Nestlé se convirtió en el accionista mayoritario de la empresa. Esta marca tradicional alemana solo es conocida en su mercado nacional. En 1998, Nestlé vendió Sarotti a Stollwerck Chocolates, que a su vez se convirtió en parte de Belgian Sweet Products / Baronie en 2011. En un intento por evitar las acusaciones de racismo, el blackamoor que llevaba una bandeja se había convertido en un "mago" de piel dorada en 2004.